# Klosterlechfeld
Klosterlechfeld è un comune tedesco di 2 680 abitanti, situato nel land della Baviera.